# Bangkwang
Bangkwang is een gevangenis in Thailand. Het is een van de meest beruchte gevangenissen ter wereld. Het ligt ten noorden van Bangkok in Changwat Nonthaburi, nabij de rivier Chao Phraya. In Bangkwang, ook wel bekend onder de naam Bangkok Hilton en Big Tiger, zitten uitsluitend gevangenen die veroordeeld zijn voor een celstraf vanaf 25 jaar of langer, of tot de doodstraf. Verreweg de meeste gevangenen zitten een straf uit voor drugssmokkel of moord.

## Omstandigheden
De omstandigheden in Bangkwang staan bekend als belabberd. Zo is de gevangenis overbevolkt. Alle gevangenen slapen in zeer kleine ruimtes waar ze zich ook moeten wassen en ontlasten. Regelmatig worden er door gedetineerden moorden gepleegd binnen de gevangenis met behulp van gesmokkelde messen en vuurwapens. Het is er overdag regelmatig 40 graden en er worden insecten gegeten voor een beetje proteine aangezien het voedsel niet toereikend is daarvoor. Heel veel mensen gaan er dood door de barre omstandigheden.
Gedetineerden kunnen zich alleen wassen in ongezuiverd water waardoor ze infecties kunnen oplopen. Bovendien bestaat de vrees voor moord. Onderzoek zou uitwijzen dat een Europeaan gemiddeld slechts negen jaar overleeft in de complexen van Bangkwang.

## Gevangenen
Nederlanders die gevangenzitten of hebben gezeten in Bangkwang:
- Hans Zegers (overgebracht naar Nederland dankzij het overbrengingsverdrag met Thailand in oktober 2008)
- Rien Parlevliet (overgebracht naar Nederland dankzij overbrengingsverdrag met Thailand in september 2010)
- Eddy Tang
- Machiel Kuijt (vrijgekomen dankzij het overbrengingsverdrag met Thailand in maart 2007)
- Adriaan van Ommering (vrijgekomen op 28 april 2011)
- Pedro Ruijzing (onverwachts gratie gekregen van koning Bhumibol in februari 2004)